# 田崎俊雄
 田崎 俊雄（たさき としお、1974年11月1日 - ）は、栃木県出身の卓球選手・指導者・監督である。選手時代は、明治大学を経て、実業団の協和発酵（現・協和キリン）に所属した。引退後は、協和発酵、明治大学、デンソーといった各チームで指導者・監督として活動している。

## 経歴
母校の明治大学を卒業後、実業団の協和発酵に所属した。1999年には、ドイツの卓球ブンデスリーガ1部リーグの所属のチームであるゲナンに移籍しており、松下浩二に続く日本人として二人目の卓球ブンデスリーガ1部リーグ選手となった。
世界卓球選手権には、1993年イェテボリ大会にて当時18歳でデビューを果たし、団体戦でジャン＝ミッシェル・セイブ（世界ランキング1位）を破る健闘をみせた。2000年クアラルンプール大会では、団体戦で銅メダルを獲得している。2002年ジャパンオープンでは、ダブルス部門で優勝を果たすなど、国際大会でも多くの戦果を挙げた。
日本国内の大会では、全日本卓球選手権にて男子ダブルスで通算4度の優勝（1994年・1996年・1997年・2003年）を果たしている。2007年の同大会のシングルスでは、準決勝で水谷隼（同部門優勝者）に敗れはしたものの、後に水谷は、全日本選手権における大きな試練であったと田崎との試合を回顧している。現役引退となった最後の試合は、33歳でむかえた2008年1月の全日本卓球選手権大会での渡辺将人（シチズン）との一戦であった。
その後は指導者に転身し、協和発酵・卓球スクールの指導者となった。2011年には、関東学生春季1部リーグで高山幸信に代わり、母校の明治大学の監督代行（翌年より監督）を務め、8年ぶりの春季リーグ優勝を果たした。明治大学監督時代には、丹羽孝希、平野友樹らの後進を育成している。2023年現在では、デンソーポラリス（日本卓球リーグ等に出場）で監督として指揮を取っている。

## プレースタイル
ペンホルダー表ソフト速攻型であり、中国式ペンホルダーのブレード片面に表ソフトラバーを貼ったラケットを使用している。巧みな台上プレーからの両ハンドスマッシュに冴えを見せ、独特のフォームから繰り出される多種多様な速攻は「カミカゼ速攻」とも呼ばれた。これらの打法・プレースタイルは、同戦型の劉国梁（後に五輪男子単金・世界卓球男子単金・世界ランキング1位、現・中国卓球協会会長）にも影響を与えたとされる。
また、ダブルスの名手でもあり、全日本卓球選手権の男子ダブルスでは通算4度の優勝を果たしている。

## 主な戦績
1994年
- 全日本卓球選手権大会 男子ダブルス 優勝（中田幸信ペア）

1996年
- 全日本卓球選手権大会 男子ダブルス 優勝（中田幸信ペア）

1997年
- 全日本卓球選手権大会 男子ダブルス 優勝（二連覇）（中田幸信ペア）

1998年
- 全日本社会人卓球選手権 男子シングルス 優勝

1999年
- 第9回日本卓球リーグ・ビッグトーナメント 男子シングルス 準優勝

2004年
- 平成15年度全日本卓球選手権大会 男子ダブルス 優勝（鬼頭明ペア）

## テレビ番組
- ディープピープル 中国に勝つ卓球（2011年4月18日、NHK）[10]

## 著作
- 卓球 基本と戦術（実業之日本社、2014年、ISBN: 4408455296）
  - 中国語訳版（人民郵電出版社、2015年、ISBN: 7115411514）
- 田崎俊雄の超攻撃卓球（DVDソフト、卓球王国、2010年、ISBN: 9784901638289）